# Хасавюртско споразумение
Хасавюртско споразумение е съвместно споразумение от 31 август 1996 г., подписано в гр. Хасавюрт, Дагестан между представители на Руската федерация и претендиралата за независимост от нея Република Ичкерия за разработване на „Принципно определяне основите на взаимоотношенията между Руската федерация и Чеченската република“, с което се слага краят на Първата чеченска война.
Подписите под документа поставят тогавашният началник-щаб на въоръженото формирование на чеченските сепаратисти Аслан Масхадов (по поръчение на президента на Чеченската република Зелимхан Яндарбиев) и секретарят на Съвета за сигурност на Руската федерация ген. Александър Лебед (по поръчение на президента на Русия Борис Елцин).
С този договор се прекратяват военните действия и се пристъпва към оттегляне на руските войски от Чечня. Въпросът за териториалния статут е отложен до 31 декември 2001 г.
На 10 октомври 1996 г. Руската федерация постановява, че подписаният документ в Хасавюрт се счита за готовност на страните да разрешат конфликта по мирен път, но няма държавно правен характер.
След подписването на Хасавюртското споразумение в Чечня започва интензивно да се разпространява религиозният екстремизъм.
Лица, участвали в подписването:
- Александър Лебед,
- Сергей Харламов,
- Аслан Масхадов,
- Саид-Хасан Абумуслимов,
- Казбек Махашев,
- Резван Лорсанов (стопанин на жилището, където е извършено подписването на споразумението).